# Котонвуд Хајтс (Јута)
Котонвуд Хајтс (енгл. Cottonwood Heights) град је у америчкој савезној држави Јута.

## Демографија
По попису из 2010. године број становника је 33.433, што је 5.864 (21,3%) становника више него 2000. године.
| Група             | 2000.          | 2010.          |
| Белци             | 25.322 (91,8%) | 29.476 (88,2%) |
| Афроамериканци    | 193 (0,7%)     | 289 (0,9%)     |
| Азијати           | 629 (2,3%)     | 1.085 (3,2%)   |
| Хиспаноамериканци | 846 (3,1%)     | 1.719 (5,1%)   |
| Укупно            | 27.569         | 33.433         |